# Afroholopogon chirundu
Afroholopogon chirundu là một loài ruồi trong họ Asilidae. Afroholopogon chirundu được Londt miêu tả năm 2005. Loài này phân bố ở miền nhiệt đới châu Phi.